# Circle
Circle專輯，為木村KAELA的個人第二張專輯，於2006年3月8日由哥倫比亞音樂發行。

## 解說
- 離前作同名專輯「KAELA」1年又3個月的第2張專輯。包含單曲「Real Life Real Heart」「BEAT」「You」，以及其C/W曲「Twinkle」「PIONEER」也收錄。
- 初回限定盤附DVD，收錄三支單曲的PV。
- 台灣於2006年4月17日由風雲唱片代理發行台壓（CD+DVD版本）。

## 曲目
作詞全是Kaela本人（包含You也是）
1. Real Life Real Heart
  - 作曲：曾田茂一
  - 為代言日本手機vodafone的廣告曲
2. tea cup
  - 作曲：高桑圭
3. I ♥ hug
  - 作曲：堀江博久
4. BEAT (Album ver.)
  - 作曲：奥田民生
5. TRILL TRILL RECUR
  - 作曲：會田茂一
  - 電影「令人討厭的松子的一生」的插曲。電影原聲帶「令人討厭的松子之歌」中也收錄。
6. Twinkle (NANA ver.)
  - 作曲：會田茂一
  - 為NANA概念專輯「LOVE for NANA～Only 1 Tribute～」收錄曲。
7. You
  - 作詞、作曲：渡邊忍
  - 為代言雀巢Kit Kat巧克力的廣告曲
8. PIONEER
  - 作曲：會田茂一
9. Deep Blue Sky
  - 作曲：吉村秀樹（bloodthirsty butchers）
10. Dancing now
  - 作曲：岸田繁（團團轉）
11. Circle
  - 作曲：mito（可樂棒）
12. 蜂蜜
  - 作曲：會田茂一
13. C-hildren
  - 作曲：田渕ひさ子